# Книга Иисус Навин
Книгата на Исус Навин (на иврит: Сефер Йехушуа [ספר יהושע]), заедно с Книга на съдиите, Първа и Втора книга на Самуил, както и Първа и Втора книга на царете, спада към историческите книги в Библията (Стария завет), а според традицията на юдаизма се числи към ранните пророци (Неви’им Ришоним [נביאים ראשונים]). Съвременната библеистика определя книгата на Исус Навин като второзаконна история, поради това, че тя е вътрешно свързана с Второзаконие, петата книга от Петокнижието. Нейното съдържание представя събития, които са свързани с изхода от Египет, и същевременно е хроника на завладяването на Ханаан и влизането на израилтяните в Обетованата земя. След дългогодишен египетски плен и четиридесетгодишно скитане из пустинята на израилтяните най-накрая е позволено да стъпят на земята, която Бог обещал на предците им (на Авраам: Битие 15:18; 17:8).

## Структура и съдържание на книгата

### Кратък увод (1-ваглава)
Уводът свързва новия период, настъпил след смъртта на Мойсей с обещанието, дадено на Исус Навин от Господ, и загатва няколко главни теми, свързани със завладяването на земята: земята е дар от Господ; този дар изисква спазване на Божиите закони и сътрудничество на всички израилтяни. Завладяването на земята е представено като Божие дело: Господ изпълнява своето обещание.

### Завладяване на Обетованата земя (2 – 12 глава)
След уводната глава идва описание на завладяването на земите отвъд Йордан: Исус Навин изпраща двама съгледвачи в Йерихон. Някаква блудница на име Раав им предлага гостоприемство и ги укрива от преследвачите. След връщането на съгледвачите Исус Навин подготвя израилтяните за по-нататъшните действия. Следва описание на преминаването на Йордан край Йерихон и разполагането на стан в Галгал, където израилтяните извършват обрязване и празнуват първата пасха в Ханаанската земя. Истинското завладяване на Ханаан с превземането на Йерихон и Гай. Щом научават за съдбата на двата града, жителите на Гаваон измислят хитрина да се спасят и сключват договор с Исус Навин. Петима царе от южната част на Ханаан, водени от владетеля на Йерусалим Адониседек, се обединяват да накажат жителите на Гаваон като предатели, но претърпяват голямо поражение при Гаваон и намират смъртта си. В северната част на Ханаан израилтяните срещат друг съюз, предвождан от Явин, царя на Асор. Обаче съдбата на Асор е като тази на Йерихон и Гай. В края на първата част, в 12-а глава, е даден списък на 31 победени царе и на превзетите градове.

### Поделяне на Обетованата земя (13 – 22 глава)
Втората част описва поделянето на земята между родовете: при първото поделяне на рувимците, на гадците и на половината от манасиевото племе се падат земите източно от Йордан; в западната част своите дялове получават синовете на Юда и Халев, както и ефремците и втората половина от манасиевото племе. За второто поделяне на останалите земи израилтяните се събират в Сило и там своите дялове получават останалите седем племена: вениаминците, симеоновците, завулонците, исахарците, асирците, нефталимците и данците. След това поделяне се изреждат прибежищните и левитските градове, а по-нататък се описва разпускането на племената, получили земи на изток от Йордан. Те издигат голям олтар на брега на Йордан, който обезпокоява останалите родове, но по-късно се разбира, че този олтар е издигнат от рувимците, гадците и половината от манасиевото племе, за да бъде свидетелство, че те остават верни на Господ.

### Два края

#### Речта на Исус Навин (23-таглава)
Много важна част от книгата е 23-та глава, където Исус Навин държи прощалното си слово и дава последни напътствия.

#### Съборът и подновяването на завета в Сихем (24-таглава)
В последната глава Исус Навин обявява събор на всички израилтянски племена в Сихем, на който свиква всички старейшини, началници, съдии и надзорници. Там сключва завет с израилтяните, който ги обвързват с вярност към Господ.
В края на книгата се споменава погребението на Исус Навин, на костите на Йосиф, както и на свещеника Елеазар, сина на Аарон.

## Авторство и време на възникване на книгата
Главна личност в целия разказ е Исус Навин от племето на ефремците (вижте също Числа, 13:8 – 16). Книгата на Исус Навин дава информация за завземането на Ханаан от израилтяните. По традиция (в Талмуда) авторството на тази книга се приписва на самия Исус Навин, като се изключва последната част, където се описва неговото погребение. За автор на тази част се смята Елеазар, синът на Аарон, а за последния стих се предполага, че е добавен от по-късен редактор.
Макар че в разказа се откриват следи от стари предания, които могат да се свържат с времето на Исус Навин, има и редица причини (например чудото със спрялото слънце, 10:13 и многократно повтаряния на израза „до днес“: 4:9, 6:25, 7:26, 8:29), да се смята, че книгата такава, каквато я познаваме, е възникнала в по-късна епоха.
Книгата на Исус Навин не може да се чете като протокол, който представя събитията и фактите по точки. Например, Исус Навин изобщо не изтребва всички ханаанци, както се посочва в 10:40, и израилтяните често са принудени да съжителстват с ханаанци, останали в равнината (вижте 15:63, 16:10, 17:12 – 18) и продължили да живеят сред израилтяните и по времето на цар Давид.

## Историческа стойност
Някои съвременни библеисти смятат, че завземането на Ханаан не е събитие със светско, а с теологично значение. Те търсят в книгата на Исус Навин гледна точка, различна от съвременната. В схематичното, оцветено с епически сцени, повествование, свързано с личността на Исус Навин, те откриват преди всичко религиозната гледна точка. Обаче този вид повествование не лишава книгата от историческата ѝ стойност. Редица археологически изследвания потвърждават съществуването и местоположението на много градове, споменати в книгата, откриват началото на израелската цивилизация в споменатите земи. Застоят в развитието на културата и техниката в прехода от бронзовата към желязната епоха (13 век пр.н.е) по тези земи определено е свързан с превземането на градове като Ветил, Лахис, Еглон, Девир и Асор. Археологическите разкопки на древните укрепени градове (Магедон, Гезер и Вет-Сан), както и други писмени паметници, доказват, че още по времето на Исус Навин за военни действия са използвани коне и бойни колесници. Израилтяните обаче са били слабо въоръжени и техните победи се дължат на военни хитрости, лукавство и изненада (8:4 – 23). След като се сдобиват с бойни трофеи, израилтяните не знаят как да използват бойните колесници, затова осакатяват конете изгарят колесниците (11:9)

## Религиозна гледна точка
Книгата на Исус Навин може да се разбере по-добре като се вникне в нейния религиозен замисъл. Завладяването на Ханаан има преди всичко религиозно значение: израилтяните се срещат със своя Бог в пустинята и чрез сключения с него завет те му обещават вярност. За верността Бог им обещава земя и чрез своя служител Исус Навин я поделя между израилтянските племена. Завладяването и подялбата на земята са представени като дело в служба на Господ.
Централна идея в книгата е Обетованата земя. Това, което в Петокнижието е предмет на обещание, тук става реалност. Обетованата земя е израз на Божията вярност към израилтяните и на верността на израилтяните към своя Бог. Чрез завладяването на Ханаан и поделянето на земята между израилтянските племена просто се изпълнява обещанието, дадено още на предците и на Мойсей. Книгата на Исус Навин внушава на вярващите, че Обетованата земя, макар и подарена, трябва да се завладее.

## Ползвани източници
- Библия сиреч Книгите на Свещеното писание Архив на оригинала от 2010-02-08 в Wayback Machine. (Библията на български от сайта на БПЦ)
- Biblija, Zagreb, 1980: Приложения (Dodaci) (на хърватски)
- Светото писание в Интернет (Библията на словенски)